# دانبرووکا ویلکوپولسکا
دانبرووکا ویلکوپولسکا (به لهستانی:  Dąbrówka Wielkopolska) یک روستا در لهستان است که در گمینا زبانشنک واقع شده‌است. دانبرووکا ویلکوپولسکا ۱٬۳۰۰ نفر جمعیت دارد.